# ملاده
ملاده یکی از روستاهای طبری‌زبان شهرستان مهدیشهر در استان سمنان است. این روستا در ۷۰ کیلومتری شمال شهر مهدیشهر و در دهستان پشتکوه واقع است. بر اساس سرشماری سال ۱۳۸۵ جمعیت ملاده ۵۹ نفر (۲۴ خانوار) بوده است.

## آثار تاریخی
مهمترین اثر تاریخی روستای ملاده شکارگاه ملاده و عمارت ابراهیم خان است که در فهرست آثار تاریخی کشور به ثبت رسیده است .